# Teemu Keisteri

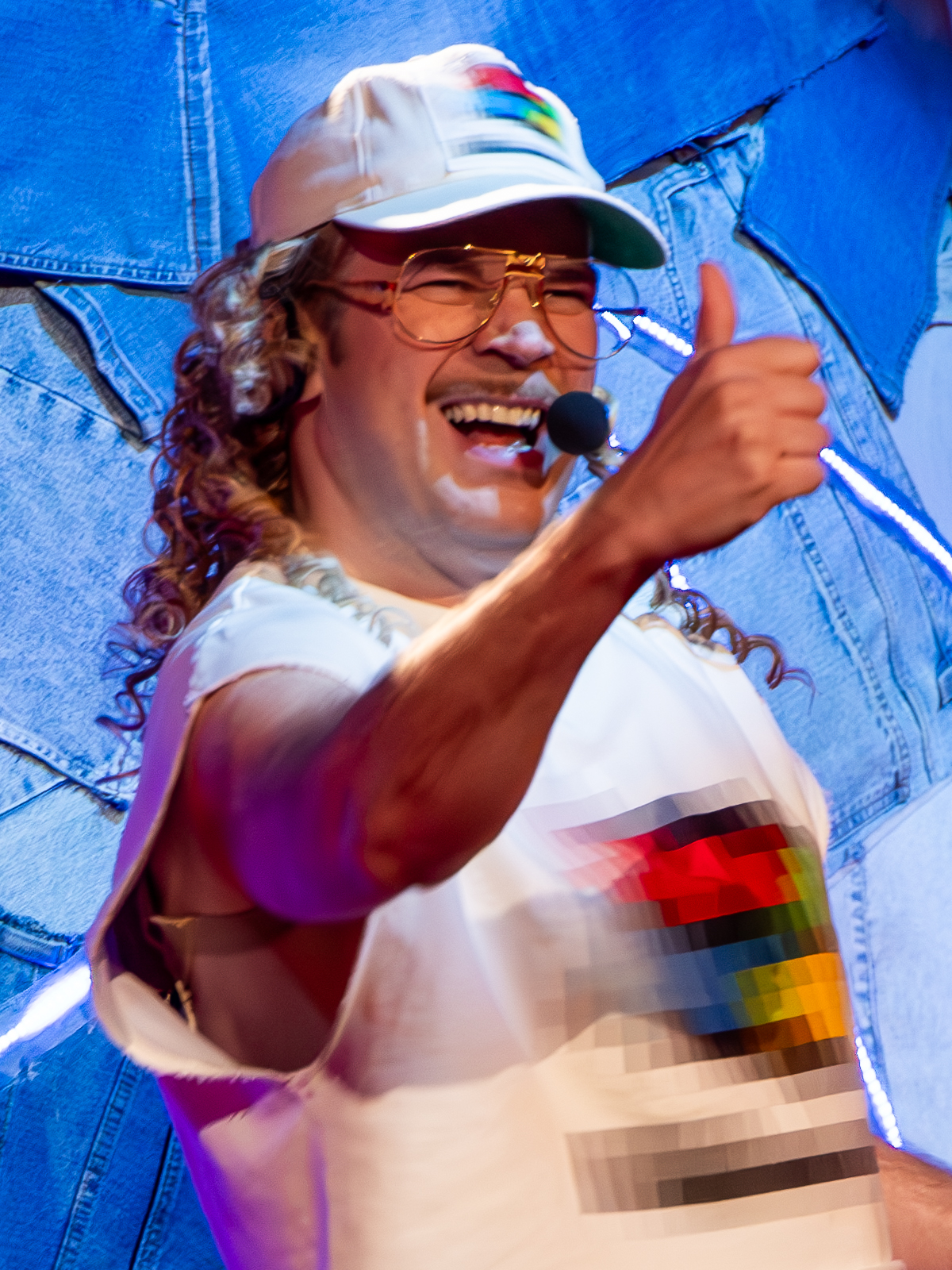
Windows95man während Eurovision 2024

Teemu Keisteri (* 2. August 1985 in Espoo), Künstlername Windows95man, ist ein finnischer bildender Künstler, Videokünstler, Fotograf, Tänzer und Discjockey. Er vertrat Finnland gemeinsam mit Henri Piispanen beim Eurovision Song Contest 2024 in Malmö mit dem Lied No Rules!.

## Karriere
Teemu Keisteri studierte Fotografie beim Institute of Design in Lahti. Während des Studiums wurde ihm jedoch klar, dass er sich eher als Visual Artist begreift als als Fotograf. Er arbeitete als Videokünstler, Tänzer und DJ. In Kallio, Helsinki, hat er eine eigene Galerie namens Kalleria.
Als Künstler wurde er 2008 mit seiner Figur namens Ukkeli in größeren Kreisen Finnlands bekannt. Als Discjockey lässt er sich für seinen Kunststil und sein Erscheinungsbild von den späten 1990er Jahren inspirieren, als das Betriebssystem Windows 95 hergestellt wurde. Daraus entstand ursprünglich auf dem Flow Festival 2013 in Helsinki sein Künstlername Windows95man. Am 10. Februar 2024 gewann er den finnischen Vorentscheid für den Eurovision Song Contest 2024 im Wettbewerb Uuden Musiikin Kilpailu 2024 in Tampere. Für den Auftritt beim Eurovision Song Contest benötigte er ein anderes Outfit, da dieses beim Vorentscheid vom Logo von Windows 95 geziert wurde und den Statuten des Wettbewerbs widerspricht, die Produktplatzierung verbieten. Sein Name allein stelle jedoch keine Produktplatzierung dar. Im Finale des ESC am 11. Mai 2024 belegte er den 19. Platz.

## Diskografie

### EPs
- 2019: Yaksa Yaksa
- 2021: Epic Tax Party
- 2024: No Rules! Megamix

### Singles
- 2024: No Rules!
- 2024: Paperclip
- 2025: What’s My Name